# 瓦赫拉阿帕切塔山
16°3′32″S 68°19′6″W / 16.05889°S 68.31833°W
瓦赫拉阿帕切塔山（Waxra Apachita），是玻利維亞的山峰，位於該國西部拉巴斯省的洛斯安地斯省，屬於安第斯山脈中玻利維亞瑞阿爾山脈的一部分，海拔高度5,200米。